# 목포애향초등학교
목포애향초등학교(木浦愛鄕初等學校)는 대한민국 대한민국 전라남도 목포시 옥암동 1172번지에 있는 2007년에 개교한 공립 초등학교이다.

## 학교 연혁
- 2007년 3월 1일 개교
- 2007년 3월 1일 6학급 인가
- 2007년 3월 1일 초대 조행옥 교장 부임
- 2007년 6월 12일 5학급 증설 11학급 편성
- 2007년 9월 1일 1학급 증설 12학급 편성
- 2007년 10월 15일 6학급 증설 18학급으로 편성
- 2008년 2월 19일 제1회 졸업, 55명
- 2008년 3월 1일 9학급 증설 27학급
- 2008년 3월 13일 2학급 증설 29학급
- 2009년 2월 19일 제2회 졸업, 132명 (계 187명)
- 2009년 3월 1일 5학급 증설 34학급
- 2009년 3월 12일 2학급 증설 36학급
- 2009년 9월 1일 제2대 최은식 교장 부임
- 2010년 2월 18일 제3회 졸업생 169명 (계 356명)
- 2010년 3월 1일 2학급 증설 38학급
- 2012년 2월 16일 제5회 졸업생 176명 (계 708명)
- 2012년 9월 1일 제3대 명세영 교장 부임
- 2013년 2월 15일 제6회 졸업생 185명(계 893명)
- 2014년 2월 14일 제7회 졸업생 192명(계 1,085명)
- 2014년 3월 1일 34학급
- 2014년 9월 1일 제4대 김명진 교장 부임
- 2015년 2월 13일 제8회 졸업생 150명(계 1,235명)
- 2015년 3월 1일 32학급
- 2016년 2월 19일 제 19회 120명 졸업 (총 4,438)명
- 2016년 3월 1일 시지정 유치원 연구학교 운영(1년)
- 2016년 3월 1일 28학급 인가 (732명)
- 2016년 9월 1일 제 10 대 고승종 교장 부임
- 2017년 2월 17일 제 20회 114명 졸업 (총 4,552명)
- 2017년 3월 1일 전라남도교육청지정 과학교육 연구학교 운영 (1년)
- 2017년 3월 1일 28학급 인가 (752명)
- 2018년 2월 14일 제 21회 114명 졸업 (총 4,666명)
- 2018년 3월 1일 전라남도교육청지정 디지털교과서연구학교 운영(2년)
- 2018년 3월 1일 28학급 인가 (752명)
- 2019년 2월 19일 제22회 124명 졸업 (총 4,790명)
- 2019년 3월 1일 27학급(특수1) 인가 (723명)
- 2019년 3월 1일 전라남도교육청지정 디지털교과서연구학교 운영(2년)

## 참고 자료
- 목포애향초등학교 - 한국교육학술정보원 학교알리미